# Helmut Kopetzky

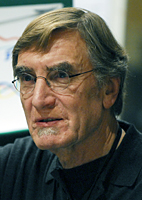
Helmut Kopetzky (2007)

Helmut Kopetzky (* 4. September 1940 in Mährisch-Schönberg) ist ein deutscher Radio-Featureautor und Schriftsteller.

## Leben
Kopetzky begann seine journalistische Laufbahn als Zeitungsreporter und -redakteur in Fulda. Von 1972 bis 2007 arbeitete er als freier Autor und Regisseur überwiegend in Berlin.
Kopetzky war Mitbegründer der Aktion „Journalisten warnen vor dem Atomkrieg“ (1983). Er organisierte Feature-Workshops in Deutschland, den USA, Brasilien, Mexiko, Ecuador, Argentinien, Kenia, Polen, Rumänien, Moldawien, Tschechien, den Niederlanden und der Republik Irland. 2002–2008 arbeitet er auch als Coach für die Master School der Europäischen Rundfunkunion (EBU).
Seit 2005 lebt Helmut Kopetzky wieder in Fulda, wo er sich gemeinsam mit seiner Frau ein digitales Audio-Produktions-Studio eingerichtet hat.
Für den Hörfunk produzierte Kopetzky über 100 lange Features und Feature-Serien. Schwerpunkte waren Erster und Zweiter Weltkrieg, gesellschaftliches Leben in der Bundesrepublik, Sowjetunion/Russland (Geschichtliche Darstellungen und Alltagsreportagen), Südamerika, Naher Osten (Syrien, Israel), sowie die Vereinigung der beiden deutschen Teilstaaten.
Im Februar 2008 erhielt Helmut Kopetzky als erster Featureautor den Axel-Eggebrecht-Preis für sein Lebenswerk. Das Privat-Archiv Kopetzky (120 digitalisierte Sendungen und umfangreiches Kontext-Material) wurde 2017 als Vorlass in das Deutsche Rundfunkarchiv (Standort: Potsdam-Babelsberg) übernommen.

## Arbeitsweise
Auf die Frage nach der Authentizität seiner Radio-Features sagt Kopetzky: „Womöglich müssen wir die Originalklänge im Studio neu erschaffen – das, was uns typisch erscheint; was wir als Summe unserer Eindrücke noch ‚im Ohr haben‘. Montage und Klang-Mischung sind akustisches Nacherzählen dessen, was wir an Ort und Stelle gehört und erlebt haben. Gutes Radio, Feature zumal, ist Rekonstruktion“.
Zu seinen ungewöhnlichsten Hörfunk-Projekten gehörten die beiden für hr2-kultur produzierten, jeweils 16 Stunden dauernden Originalton-Montagen Ein Tag in Europa (1999) und Ein Tag in der Stadt (2001).

## Werke
Radio-Features
- Freddy oder: Der Sänger auf dem Drahtseil, Bekenntnisse eines Fans. Prod.: SFB/Funkhaus Berlin, 1974.
- Hochzeit mit dem Feind. Bundeswehr nimmt NVA. (SFB/BR/Funkhaus Berlin/NDR/WDR, 1991).
- Nachtgespräche in Damaskus. (SFB/BR/hr/NDR/SR, 1995).
- Große Kids. Tage und Nächte mit Neunzehn. (SFB/BR/hr/NDR/SR, 1996).
- Lenin kehrt zurück. (DLR Berlin, 2000).
- Ein Tag in Europa, 16 Stunden. (hr2, 1999).
- Ein Tag in der Stadt, 16 Stunden. (hr2, 2001).
- Die Grenzgänger – Logbuch einer Notrettungsstation. (RBB/hr2, 2001).
- Ernst Schnabel. Ein Mann im Wettlauf mit der Zeit. (MDR, 2003).
- Affentheater in Epidauros. Über verklungene Lautsphären und die akustische Wahrnehmung der Welt. (DLR Berlin, 2004).
- Der Stein und das Bewußtsein. Nahaufnahmen aus der autonomen Szene. (BR/HR/DLF, 2005).
- Männer im Mutterland. Nachkriegskinder auf der Couch. (RBB, 2006).
- Kruzifix. Das Logo des Abendlandes. (NDR, 2008).
- Das Radio als Welterzähler – Nachruf auf die Magnetbandzeit. (DLF/SR, 2009).
- Der Unbelehrbare – Warum Mackie Messer aus dem Fenster sprang. (NDR, 2010).
- Liebe und andere Zwischenfälle – Erwachsenwerden mit dem Down-Syndrom. (DLR/RBB, 2011).
- Feinde wie wir – Jugend auf den Schlachtfeldern des Ersten Weltkriegs. (NDR/RBB, 2014).
- Der Kunstkopf-Mann. (NDR/DLF, 2017/18).

Schriften
- Objektive Lügen – Subjektive Wahrheiten: Radio in der Ersten Person. Ein Werkstatt-Bericht. MV-Verlag Münster 2013 (nicht mehr lieferbar)
- Mann im Mutterland – Erzählung vom endlosen Nachkrieg. epubli Berlin 2020. Online
- Byl jsem Sudeťák: Příběh dlouhého návratu domů. Albatros Media a.s., 2024, ISBN 978-80-7691-534-3. (tschechisch, Original: Ich war ein Sudetjak, PDF, aus dem Deutschen von Bohumila Fatzinek Kučerová)

## Auszeichnungen
- Ohio State Award (1980)
- Japan Prize (1983)
- Premio Ondas (1984, 1992 und 2000)
- Prix Futura (1993 und 1995)
- Prix Europa (1999 und 2002)
- ARD-Nominierungen für den Prix Italia (1980, 1985, 1993 und 2003)
- Axel-Eggebrecht-Preis für das Lebenswerk (2008)[2]

## Belege
1. ↑  https://www.helmut-kopetzky.de/vita/vita-kurz/
2. 1 2  Hörfunk-Feature: Helmut Kopetzky mit Axel-Eggebrecht-Preis geehrt. Abgerufen am 20. Dezember 2019.
3. ↑  Radio ist Sound - und wie wir Töne zum Sprechen bringen. swr-Radioblog vom 25. Februar 2015, abgerufen am 11. März 2021.
4. ↑  ARD-Hörspieldatenbank: Ein Tag in Europa.
5. ↑  ARD-Hörspieldatenbank: Ein Tag in der Stadt.

| Personendaten    | Personendaten          |
| ---------------- | ---------------------- |
| NAME             | Kopetzky, Helmut       |
| KURZBESCHREIBUNG | deutscher Featureautor |
| GEBURTSDATUM     | 4. September 1940      |
| GEBURTSORT       | Mährisch-Schönberg     |